# Bligny-sur-Ouche
Bligny-sur-Ouche – miejscowość i gmina we Francji, w regionie Burgundia-Franche-Comté, w departamencie Côte-d’Or.
Według danych na rok 1990 gminę zamieszkiwało 745 osób, a gęstość zaludnienia wynosiła 27 osób/km² (wśród 2044 gmin Burgundii Bligny-sur-Ouche plasuje się na 315. miejscu pod względem liczby ludności, natomiast pod względem powierzchni na miejscu 224.).